# Junk in the Trunk
Junk in the Trunk es el primer episodio de la serie de comedia norteamericana Robot Chicken.

## Lista de Sketchs

### W.Loves Tacos
El Presidente George W. Bush aprueba su mensaje: "Los tacos son excelentes". Esta frase y sus variantes se convierten en el emblema de toda la serie.

### Santa Gets Hurt
Papá Noel sufre un terrible accidente al caer de la chimenea.

### Rachael Leigh CookPSA
El anuncio contra las drogas de Rachael Leigh Cook tiene un final muy diferente al original. No solo el cerebro es aplastado por una sartén de metal cuando se consume heroína, sino también tus calificativos, tus amigos, tus cosas, las ganancias de la venta de tortas de la abuela, la economía mundial, un contagio de Herpex Simple A y un tatuaje ridículo. Rachael coge un cachorro y lo golpea con la sartén arrojándolo a la casa de un vecino. La policía la confronta, pero sigue ella dando golpes con la sartén. Finalmente ella termina en el filo de un edificio, golpeándose y cayendo a su propia muerte.

### Teletubby Smokes
Un Teletubbie (específicamente Po) aparece fumando. En lugar del conocido símbolo que suelen tener en la cabeza, tiene una erección.

### Cut Down in HisOptimus Prime
Un episodio de Transformers donde Optimus Prime, sufre de cáncer de próstata. Optimus usa el urinario muy a menudo y encuentra sangre en su orina. El Dr. Ratchet diagnostica el cáncer y Optimus muere en el hospital, transformándose en su propio ataúd. El episodio termina con una anuncio de servicio público donde Optimus, rompiendo la cuarta pared le dice al público que no se murió y que los Transformers no pueden tener cáncer de próstata, pero que los humanos si.

### The World's Most One-Sided Fistfights
Se anuncia el estreno de un reality-show en televisión: "Las peleas más desiguales captadas por la cámara".

### Robot ChickenOz
Un fragmento de la serie de televisión Oz con personajes de la película The Wizard of Oz, en el cual el Espantapájaros es asesinado con una navaja y muere cuando su paja se esparce encima de una mesa.

### It Burns When I Pee
La Antorcha Humana aparece en un consultorio diciendo que "le arde al orinar". En eso aparece Optimus Prime diciendo "¿Qué es lo que acabo de decirles?"

### X-Span Request Life
Una mezcla entre Total Request Live y C-SPAN.

### I'm So Hungry
El clásico chiste termina muy mal.

### Bloopers!
El programa de TV Bloppers, trae nuevos vídeos de Bloopers.

#### Ling-Ling
El reportero Jerry Poppendaddi es devorado por Ling Ling, el gran Panda. En el programa, el Anfitrión dice "No se puede confiar en los chinos".

#### The Dukes of Hazzard
Una muestra de algunos errores de rodado en los que aparecen Bo Duke y Luke Duke, entrando a su automóvil.

#### The X-Files
Tras la renuncia de David Duchovny, se intenta reemplazar al actor con Keanu Reeves, Mr. T y "Corcky".

#### Supermán
George Reeves actúa borracho en el set de Supermán y destruye el escenario.

#### Black & White
En el set de la serie, Conrad Bain aparece castigando a Gary Coleman, pero se detienen cuando el director desea comenzar la filmación.

#### Pokemón
Pikachu y Squirtle de Pokémon aparecen "hablando" (solo decían pikachu, pika, y squart), hasta que Squirtle interrumpe todo, diciendo que no tiene ni idea de lo que habla. Pikachu le contesta que si no dice sus líneas "le echarán gas". Squirtle concluye pidiendo que los niños vayan a leer un libro.

#### Special Bloopers

##### Star Trek
James T. Kirk sufre un terrible accidente con sus testículos en una puerta, mientras Spock se ríe histéricamente.

##### Battlestar Galáctica
Algunos Bloopers protagonizados por los Cylons.

#### The End
El Anfitrión de Bloopers se ahorca.

## Reparto de Voces
- Seth Green - Bo Duke, Capitán James T. Kirk, Corky, George W. Bush, Girl #2, Jazz, Keanu Reeves, Pikachu, Oficial de Policía, Papá Noel, Squirtle, W.R. Davidson
- Macaulay Culkin - Luke Duke
- Dan Milano - Espantapájaros.
- Dax Shepard - Antorcha Humana, Ironhide
- Abraham Benrubi - Optimus Prime
- Chad Morgan - Agente Dana Scully, Chica #1
- Jamie Kaler - Anfitrión de Bloopers.
- Terrance Jones - George Reeves, Sway
- Seth MacFarlane - Jerry Poppendaddi, Ratchet
- Rachael Leigh Cook - Ella misma.
- Donald Faison - Mr. T

## Trivialidades
- Algunos de los Autobots de "Cut Down in His Optimus Prime" fueron especialmente creados para este episodio.
- Originalmente, el título de este capítulo habría sido el título de serie, pero como tenía el mismo nombre de una serie porno, decidieron llamarla Robot Chicken.
- Rachael Leigh Cook fue estrella invitada del episodio para darse voz a sí misma.
- El nombre de este episodio es igual al del episodio "Junk in the Trunk" de Happy Tree Friends.
- El episodio "The Deep End", fue creado primero y este fue el segundo, pero este se emitió primero.
- El segmento "Rachael Leigh Cook PSA" es una parodia a Partner for a Drug Free America.
- El segmento "Teletubby Smokes" es una parodia a la serie de preescolar británica Teletubbies.
- El segmento "Cut Down in His Optimus Prime" es una parodia cruce de Transformers, Transformers: The Movie, y de Fletch.
- El segmento "The World's Most One-Sided Fistfights" es una clara parodia a los reality show que "sorprenden" a la gente en son de broma.
- El segmento "Robot Chicken Oz" es un claro cruce de Oz y de The Wizard of Oz.
- El segmento "It Burns When I Pee" es una clara parodia donde está cruzado Transformers con Marvel Comics.
- El segmento "X-Span Request Live" parodia a Total Request Live.
- El segmento "Bloopers" parodia a Dick Clark's Bloopers, Diff'rent Strokes, The Dukes of Hazzard, Pokémon, Star Trek, The Adventures of Superman, The X-Files, The Matrix, Billy & Ted, THX-1138, The Hunchback of Notre Dame y Battlestar Galactica.